# Four à calcination

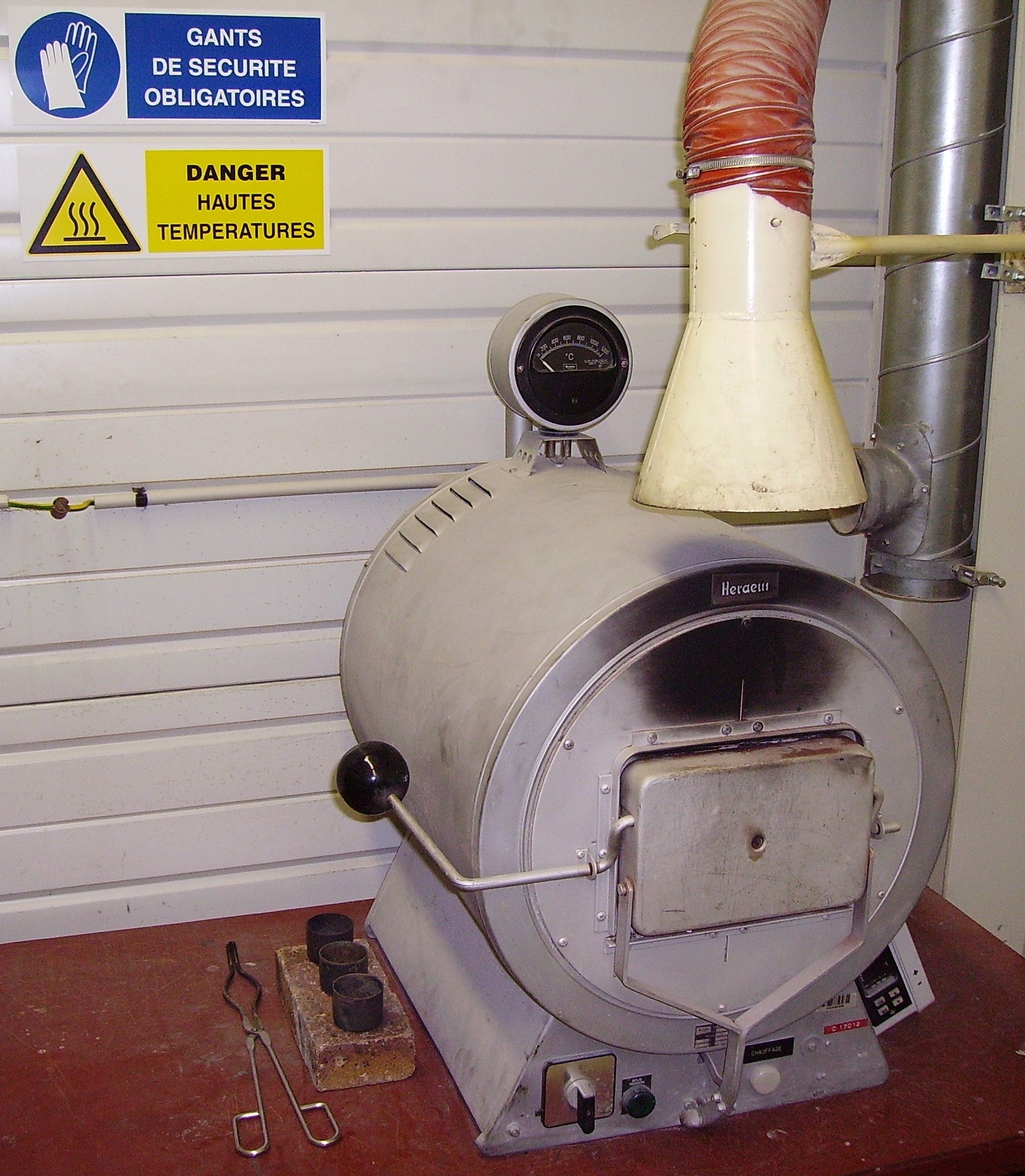
Four à moufle de laboratoire

Les fours à calcination sont des fours industriels employés dans la fabrication de la chaux, du ciment ou du plâtre. C'est aussi un appareil de laboratoire visant à réaliser les opérations de calcination.

## Utilisation pour la fabrication de liants

### Typologie
La cuisson des différents liants (chaux, ciment ou plâtre) se fait en continu dans :
- des fours verticaux à chauffage direct : ce sont des fours à calcination par stratification dans lesquels les matières premières et le combustible sont placés par couches alternatives. La méthode a comme désavantage que la matière première est éventuellement corrompue par le contact du combustible ;
- des fours verticaux à chauffage indirect : ce sont des fours à calcination dans lesquels les matières premières sont dans un compartiment séparé du combustible. La méthode est énergivore et tend à être remplacée ;
- les fours rotatifs à chauffage direct, plus efficaces, sont des cylindres en acier légèrement inclinés dans lesquels les matières premières vont subir plusieurs transformations physiques : dessiccation, décarbonation et calcination, clinkerisation. La matière quitte le cylindre sous forme de gros grains arrondis, les clinkers. Le charbon est insufflé sous forme pulvérulente et chemine en sens inverse de la matière première ;
- les fours rotatifs à chauffage indirect, le même que le précédent mais le foyer est placé à l'extérieur et la chaleur insufflée dans le cylindre ;
- les fours électriques sont employés pour certains ciments comme le ciment alumineux.

Le laitier employé dans certains ciments est un sous-produit de la transformation de la fonte et est produit dans les hauts fourneaux.

### Galerie

#### Fours verticaux à chauffage direct

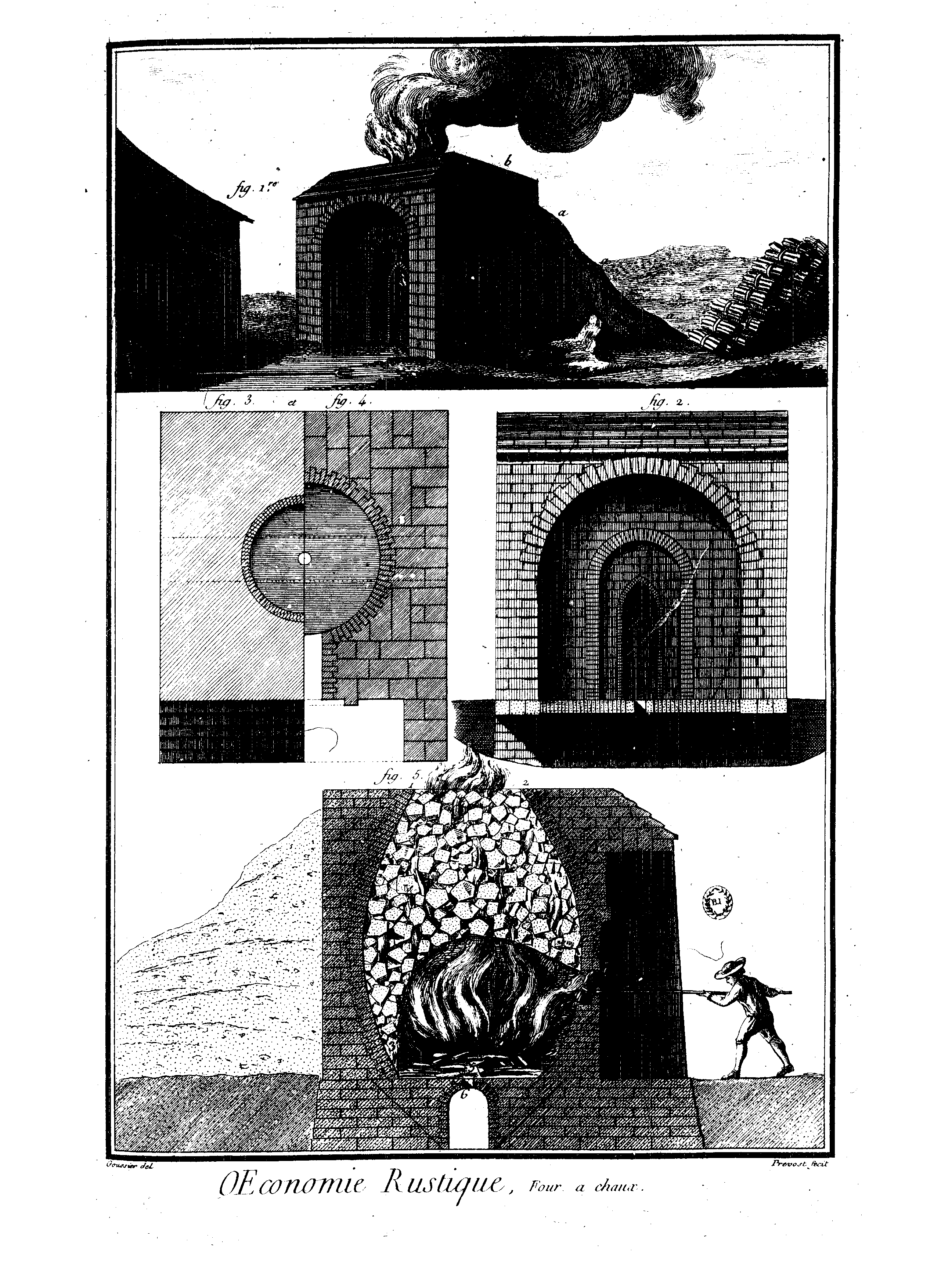
Dans l'Encyclopédie de Diderot et d'Alembert

#### Fours verticaux à chauffage indirect

Four Rumford

#### Fours rotatifs

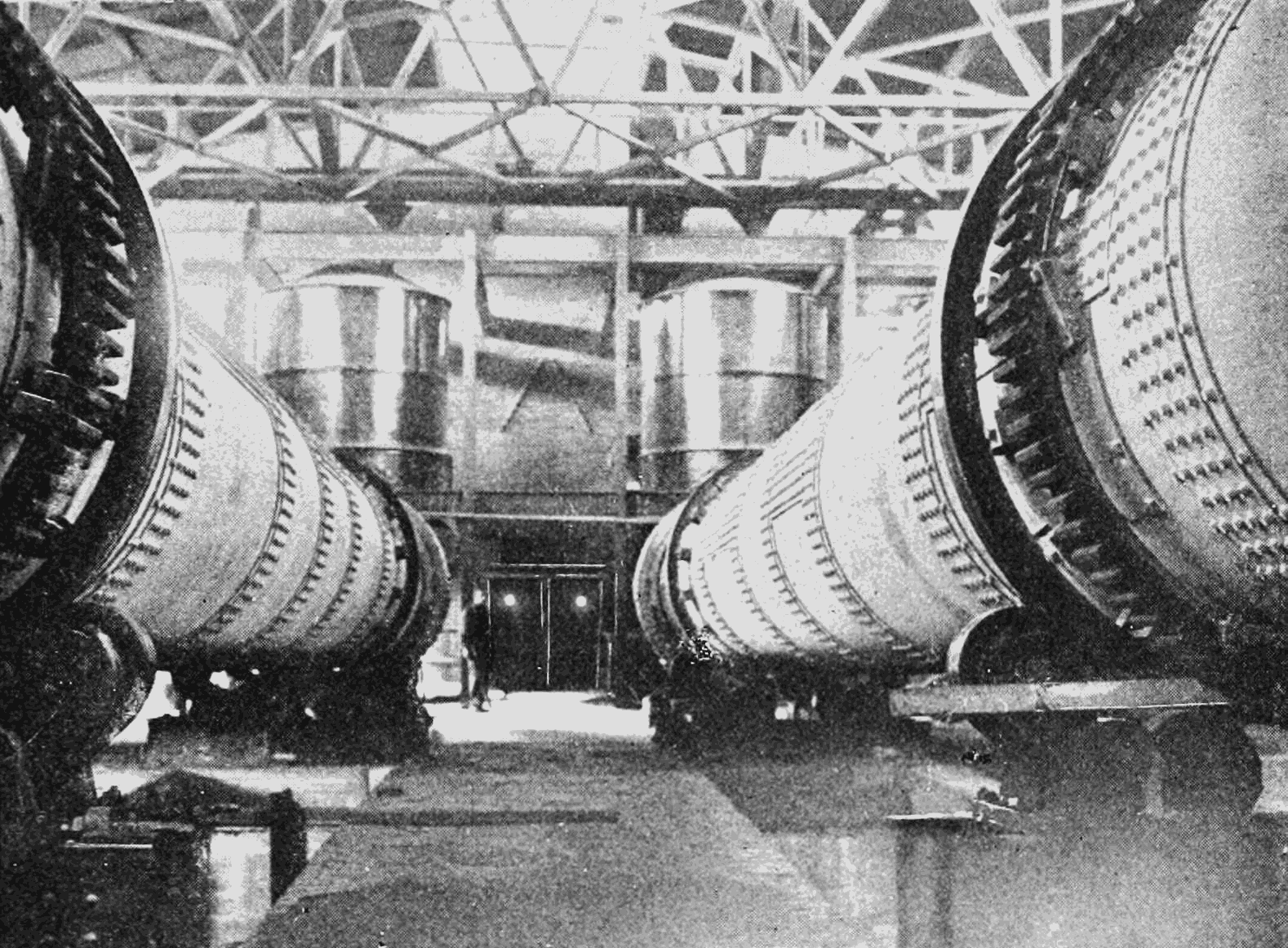
Fours rotatifs
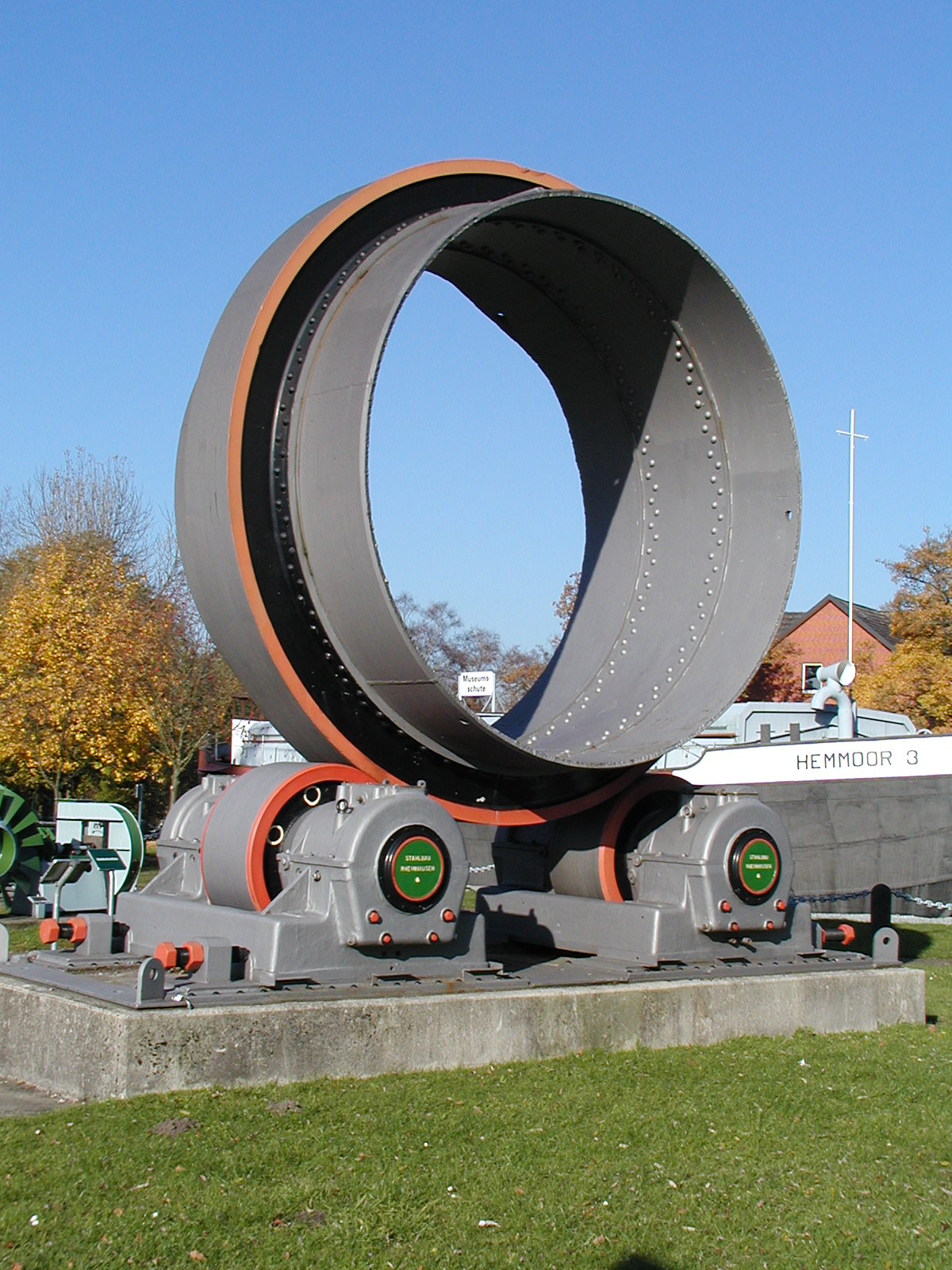
Four rotatif (détail)
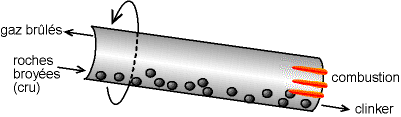
Four rotatif incliné